# Lutz Fischer (Ökonom)
Lutz Fischer (* 25. Januar 1939 in Wuppertal; † 3. Juni 2024) war ein deutscher Ökonom, Steuerberater und Professor für Betriebswirtschaftslehre. Er war Inhaber des Lehrstuhls für Betriebswirtschaftliche Steuerlehre am Institut für Ausländisches und Internationales Finanz- und Steuerwesen (I.I.F.S.) an der Fakultät Wirtschafts- und Sozialwissenschaften der Universität Hamburg.

## Leben
Lutz Fischer, geboren in Wuppertal als Sohn von Hildegard Fischer, geborene Justus, und Alois Fischer, studierte in München wurde 1963 an der staatswissenschaftlichen Fakultät der Ludwig-Maximilians-Universität München zum Dr. oec. publ. promoviert. Seine Dissertation vom 6. Dezember 1963 trägt den Titel Betriebswirtschaftliche Vor- und Nachteile der bürgerlich-rechtlichen Gesellschaft. Dargestellt unter Berücksichtigung ihrer Hauptanwendungsfälle.
Er habilitierte sich 1968. Später wurde er ordentlicher Professor für Allgemeine Betriebswirtschaftslehre an der FU Berlin und lehrte und forschte danach von 1970 bis zu seiner Emeritierung als ordentlicher Professor für betriebswirtschaftliche Steuerlehre am Institut für Ausländisches und Internationales Finanz- und Steuerwesen (I.I.F.S.) an der Fakultät Wirtschafts- und Sozialwissenschaften der Universität Hamburg.
Im Jahr 1999 veröffentlichte Hans-Jochen Kleineidam als Herausgeber eine Festschrift anlässlich des 60. Geburtstages von Lutz Fischer mit dem Titel Unternehmenspolitik und internationale Besteuerung.
Fischer war Mitglied des wissenschaftlichen Beirats beim Bundesministerium der Finanzen.
Lutz Fischer war verheiratet mit der promovierten Karin Fischer, geborene Neumann, und hatte mit ihr die Kinder Nicole und Jan.

## Forschungsschwerpunkte
Lutz Fischers Forschungsgebiet umfasste insbesondere die Internationale Betriebswirtschaftliche Steuerlehre.

## Schriften (Auswahl)
- Betriebswirtschaftliche Vor- und Nachteile der bürgerlich-rechtlichen Gesellschaft. Dargestellt unter Berücksichtigung ihrer Hauptanwendungsfälle. München 1963, DNB 481946683 (Zugleich: Universität München, Staatswissenschaftliche Fakultät, Dissertation vom 6. Dezember 1963).
- mit Hans-Jochen Kleineidam und Perygrin Warneke: Internationale betriebswirtschaftliche Steuerlehre. 5., neu bearbeitete und wesentlich erweiterte Auflage. Erich Schmidt Verlag, Berlin 2005, ISBN 3-503-08725-7.